# Ange-Freddy Plumain
Ange-Freddy Plumain (ur. 2 marca 1995 w Paryżu) – gwadelupski piłkarz grający na pozycji skrzydłowego w klubie Nea Salamina Famagusta oraz reprezentacji Gwadelupy.

## Kariera
Granie w piłkę rozpoczynał w RC Lens. W 2013 roku przeniósł się do Fulhamu, ale wystąpił tam tylko w meczach pucharowych. Potem grywał w kilku klubach z niższych lig francuskich, takich jak CS Sedan Ardennes czy US Quevilly. W 2018 wyjechał do Izraela, gdzie wstępował m. in. w Beitarze Jerozloima, Hapoelu Tel Awiw czy Sekci Nes Cijjona. Grał także w Ruchu Lwów. Od 2025 jest zawodnikiem Nea Salamina Famagusta.
Występował w młodzieżowych kadrach Francji. 2 czerwca 2022 zadebiutował w reprezentacji Gwadelupy przeciwko Kubie. Pierwszą bramkę w kadrze zdobył 1 lipca 2023 również w meczu z Kubą. Został powołany na Złoty Puchar CONCACAF 2023 i 2025. Na pierwszym turnieju zdobył 2 bramki, a na drugim 1.